# Paradorn Srichaphan
Paradorn Srichaphan (Khon Kaen, 14 giugno 1979) è un allenatore di tennis ed ex tennista thailandese. Considerato una leggenda nel suo paese, è stato il primo tennista asiatico a entrare nella top 10 del ranking ATP, arrivando alla 9ª posizione il 12 maggio 2003, e ha vinto cinque tornei ATP. Dopo il ritiro dall'agonismo è diventato capitano non giocatore della squadra thailandese di Coppa Davis. Il suo stile di gioco aggressivo e i successi ottenuti hanno accresciuto l'interesse per il tennis nell'intera Asia.
Il Thailand Open, torneo del circuito ATP, fu inaugurato a Bangkok nel 2003, quando Srichaphan era già da qualche tempo entrato a far parte dei migliori tennisti del mondo.

## Carriera

### Inizi
Inizia a giocare a tennis a sei anni con il padre Chanachai, che lascia il lavoro in banca per seguirlo come coach. Da juniores arriva nel 1996 al 10º posto nella classifica mondiale. Al suo esordio nel circuito ATP nel 1997, si aggiudica un set contro il nº 22 del mondo Jim Courier al primo turno del Singapore Open. L'anno successivo è impegnato quasi esclusivamente nel circuito ITF, arrivando per la prima volta in una finale in maggio al Futures Korea F1 e vincendo il primo titolo in novembre al Thailand F1, dove batte in finale Miha Gregorc.

### 1999, prima semifinale ATP e top 100 del ranking
Nella prima parte del 1999 gioca in prevalenza nel circuito ITF e vince in gennaio l'India F3. In febbraio vince il suo primo incontro in un torneo dell'ATP Challenger Tour a Ho Chi Minh, uscendo poi nei quarti di finale. In aprile vince per la prima volta nel circuito ATP al primo turno dell'Hong Kong Open. In giugno sconfigge per la prima volta un top 100 superando il nº 79 del ranking Laurence Tieleman nel Challenger sull'erba di Surbiton. Verso fine mese esordisce in un torneo del Grande Slam a Wimbledon battendo al primo turno Guillaume Raoux, prima di essere eliminato in quattro set dal nº 3 del mondo Yevgeny Kafelnikov. Quell'anno vince le medaglie d'oro in singolare, in doppio e nella classifica a squadre ai XX Giochi del Sud-est asiatico in Brunei. Verso fine stagione arriva nei quarti nei tornei ATP di Tashkent e Shanghai. A metà ottobre viene eliminato nella sua prima semifinale ATP a Hong Kong, dopo aver eliminato al primo turno il nº 19 del mondo Magnus Norman. Nei tornei Challenger di fine anno arriva in semifinale a Yokohama e nei quarti in due tornei indiani, risultati che gli consentono di entrare nella top 100 il 13 dicembre 1999.

### 2000
Nel gennaio del 2000 fa il suo esordio agli Australian Open, sconfigge al primo turno il nº 18 ATP Karol Kučera e viene eliminato al secondo. Subito dopo fa la sua prima apparizione in Coppa Davis perdendo uno dei singolari nella sfida con la Nuova Zelanda. Nello spareggio di Davis con la Cina ad aprile vince sia i due singolari che in doppio. Tra i risultati successivi vi sono i quarti di finale raggiunti nel torneo ATP di Orlando e la sconfitta nella finale del Challenger di Birmingham. Perde al primo turno al Roland Garros, dove partecipa per la prima volta, a Wimbledon e agli US Open. A fine luglio gioca per la prima volta un torneo Masters Series a Toronto ottenendo una vittoria al primo turno e una sconfitta al secondo. Gli ottavi di finale raggiunti nell'ATP di Washington lo fanno salire all'85º posto del ranking. Al suo debutto olimpico, nei Giochi di Sydney a settembre, vince al primo turno e perde al secondo. I deludenti risultati di fine stagione lo fanno uscire dalla top 100.

### 2001, primo titolo Challenger
Inizia la stagione con una serie di sconfitte interrotte in febbraio con la vittoria in un singolare nella sfida di Davis persa contro il Giappone. Nello spareggio con la Cina in aprile vince entrambi i singolari. In giugno viene eliminato nei quarti di finale da Tim Henman sull'erba del Queen's. Tra i pochi risultati positivi stagionali vi sono i quarti di finale nell'ATP di Tashkent e il primo titolo Challenger conquistato a Bangkok, che riscattano parzialmente un'annata in cui non è mai entrato nei top 100 della classifica mondiale, scivolando fino al 131º posto in maggio.

### 2002, primi due titoli ATP, prima semifinale di un Masters e nº 16 del ranking
Il 2002 sarà una delle sue migliori stagioni. A inizio gennaio arriva per la prima volta in finale in un torneo ATP al Chennai Open; malgrado la sconfitta in due set contro Guillermo Cañas in finale, compie un balzo di 34 posizioni nel ranking salendo all'86º posto. Al primo turno del successivo torneo ATP di Sydney supera per la prima volta in carriera un top 10, il nº 6 Sébastien Grosjean, per poi venire eliminato al secondo turno. Al primo turno dell'Australian Open è ancora Cañas a batterlo. Dopo la finale persa in febbraio al Challenger di Brest, nel prosieguo della stagione si dedica esclusivamente ai tornei del circuito maggiore. I suoi due successi in singolare nella sfida contro l'Uzbekistan permettono alla Thailandia di passare il turno di Coppa Davis. In marzo si spinge fino ai quarti di finale a Delray Beach, ma non va oltre il secondo turno nei Masters Series di Indian Wells e Miami. In aprile contribuisce con una vittoria in singolare a battere il Giappone nel secondo turno di Davis.
Riscatta una serie di sconfitte al primo turno sulla terra rossa in Europa arrivando per la prima e unica volta al terzo turno al Roland Garros. Arriva al terzo turno anche a Wimbledon, dove al secondo turno sconfigge clamorosamente in tre set il nº 4 del mondo Andre Agassi. In agosto perde la sua seconda finale ATP in carriera a Washington, superato in tre set da James Blake. La settimana dopo vince il suo primo titolo ATP a Long Island sconfiggendo in finale Juan Ignacio Chela con il punteggio di 3-6, 6-3, 6-2. Ai successivi US Open perde al secondo turno in 5 equilibrati set da Greg Rusedski. Due settimane dopo batte nei quarti a Tashkent il nº 4 del mondo Marat Safin e viene sconfitto in semifinale dal nº 8 Yevgeny Kafelnikov. Nello spareggio di Birmingham contro la Gran Bretagna per accedere al Gruppo mondiale, Srichaphan vince il primo singolare e perde il doppio e il singolare decisivo con Henman, che lo batte per la quarta volta in quattro incontri disputati. A inizio ottobre, nel torneo di Tokyo supera per la prima volta un numero uno mondiale, l'australiano Lleyton Hewitt, ma si arrende a sorpresa in semifinale al nº 121 ATP Kenneth Carlsen.
In ottobre sconfigge finalmente Henman al Madrid Masters, nel quale viene eliminato nei quarti da Jiri Novak. La settimana successiva vince il secondo titolo ATP in carriera battendo nella finale di Stoccolma Marcelo Ríos per 6-7, 6-0, 6-3, 6-2. Fornisce grandi prestazioni anche nell'ultimo torneo stagionale di Parigi-Bercy, dove al secondo turno concede solo 5 game al nº 3 del mondo Juan Carlos Ferrero, supera quindi Cañas e nei quarti Andy Roddick, raggiungendo la sua prima semifinale in un Master Series, dove viene eliminato in tre set dal nº 1 ATP Lleyton Hewitt. Conclude l'ottima stagione al 16º posto della classifica mondiale, suo nuovo best ranking.

### 2003, due titoli ATP e top ten del ranking
Comincia bene anche il 2003; a inizio gennaio conquista il terzo titolo ATP in carriera al Chennai Open battendo 6-2, 6-3 in finale Karol Kučera. Dopo i quarti raggiunti nel torneo ATP di Sydney non supera il secondo turno all'Australian Open. Con due vittorie in singolare, contribuisce al passaggio del turno in Coppa Davis della Thailandia a spese della Corea del Sud. Nei successivi quattro tornei vince un solo incontro, ma a Miami arriva per la seconda volta in semifinale in un Masters, perdendo in due set contro il nº 5 mondiale Carlos Moyá. Le sue due vittorie in singolare a Tashkent nella sfida con l'Uzbekistan spingono per la seconda volta consecutiva la Thailandia ai play-off per il Gruppo mondiale. Grazie al secondo turno raggiunto a Monte-Carlo sale al 10º posto del ranking, ed è la prima storica entrata nella top 10 mondiale per un tennista asiatico. Si dovrà attendere fino al 2014 per ritrovare un asiatico nella top 10, con il nono posto di Kei Nishikori. Nell'arco di 10 mesi Srichaphan si troverà nella top ten per 13 settimane. Malgrado i deludenti risultati dei tornei immediatamente successivi, il 12 maggio sale in 9ª posizione, che rimarrà il suo best ranking in carriera.
Torna a fare buoni risultati arrivando per la prima e unica volta negli ottavi a Wimbledon, dove al terzo turno sconfigge il diciassettenne Rafael Nadal, in quel momento nº 76 del ranking, prima di arrendersi in quattro set a Roddick. Tre settimane dopo è ancora Roddick a negargli il quarto titolo ATP sconfiggendolo in finale a Indianapolis. I quarti raggiunti nel successivo torneo di Washington lo riportano per la seconda e ultima settimana in carriera alla 9ª posizione mondiale il 4 agosto. Battendo in finale 6-2, 6-4 James Blake, conquista il suo secondo titolo a Long Island, quarto titolo ATP in carriera. Subito dopo giunge per la prima e unica volta agli ottavi di finale degli US Open, eliminato in quattro set da Hewitt. Vincendo contro Bohdan Ulihrach, si aggiudica l'unico punto per la Thailandia nello spareggio di Davis a Bangkok contro la Repubblica Ceca. Altri risultati di rilievo a fine stagione sono i quarti nel torneo ATP di Bangkok, le semifinali raggiunte a Tokyo e Lione e di nuovo i quarti nel Madrid Masters. Nell'arco del 2003 fa buoni progressi anche in doppio, in marzo giunge in semifinale a Monaco di Baviera con Jarkko Nieminen, in maggio arriva nei quarti agli Internazionali d'Italia con Federer e in giugno è ancora nei quarti al Queen's con Nenad Zimonjić. Dopo aver aperto il 2013 all'813ª posizione della classifica di doppio, in giugno passa alla 79ª, che rimarrà il suo best ranking in carriera.

### 2004, quinto titolo ATP

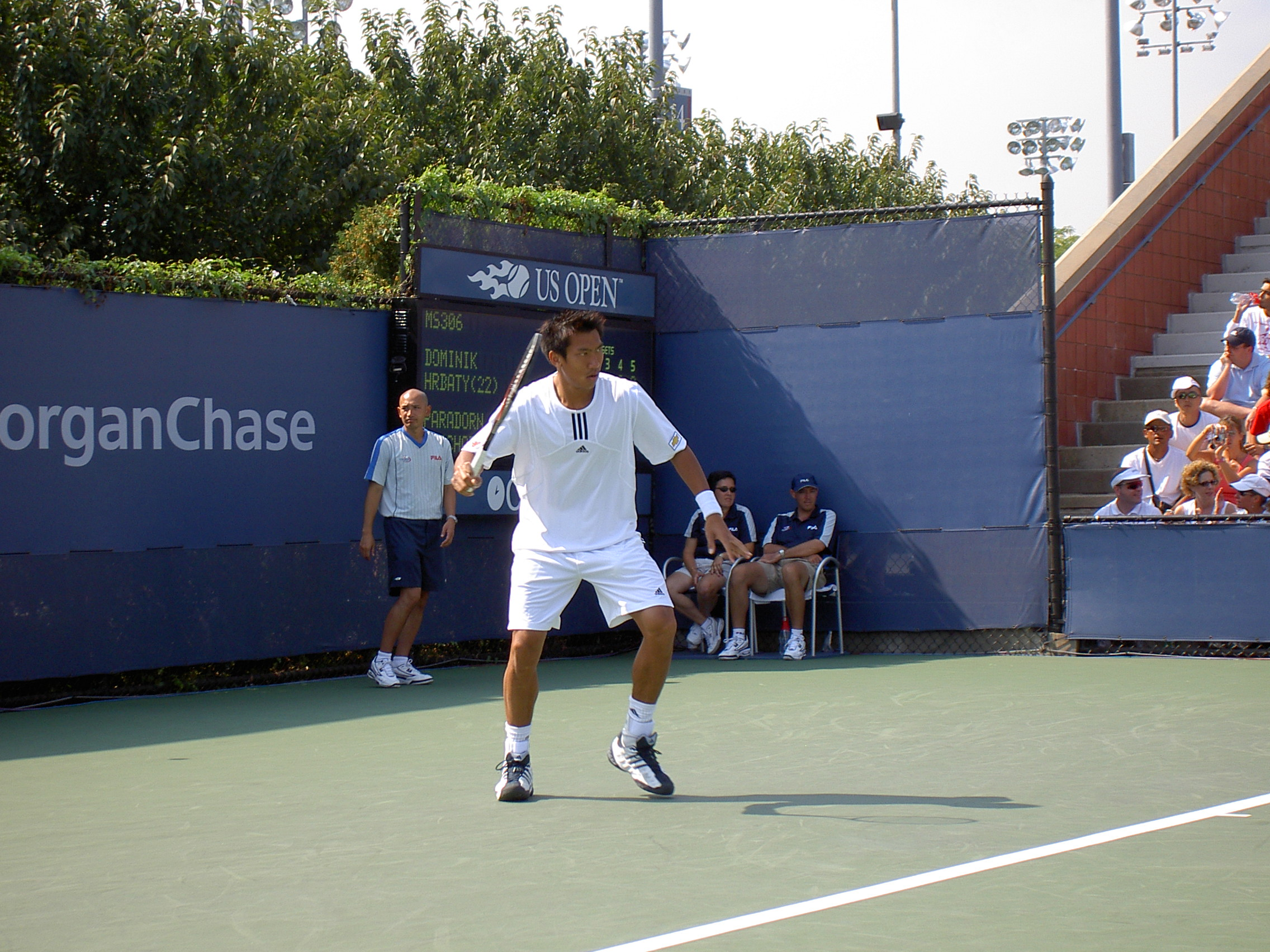
Paradorn Srichaphan all'US Open 2004

Ai primi di gennaio perde al tiebrak del terzo set la finale a Chennai contro Moyà. Per la prima e ultima volta in carriera raggiunge il quarto turno agli Australian Open, dove viene sconfitto da Andre Agassi. Nonostante una serie di scarsi risultati, Il 22 marzo rientra per l'ultima volta nella top 10 e vi rimane una settimana. In aprile arriva agli ottavi del Miami Masters e nella successiva sfida di Davis contro l'Uzbekistan contribuisce con una vittoria in singolare al passaggio del turno della Thailandia. La scarsa confidenza con la terra rossa lo porta a vincere due soli incontri nei cinque tornei successivi. I quarti di finale raggiunti al torneo sull'erba del Queen's sono il prologo per il suo quinto e ultimo titolo ATP in carriera, che arriva in giugno sempre sull'erba al Nottingham Open, dove in finale batte Thomas Johansson 3-6, 7-6, 6-2. Non si conferma a Wimbledon, uscendo al primo turno.
In seguito arriva ai quarti a Indianapolis e al secondo e terzo turno nei Masters di Toronto e Cincinnati. La trasferta americana si interrompe per le Olimpiadi di Atene, le seconde disputate da Srichaphan, nelle quali è il portabandiera per la Thailandia ma non supera il primo turno. Tornato negli Stati Uniti, si ferma in semifinale a Long Island e al terzo turno degli US Open. A Pechino torna di nuovo in semifinale, persa in due set contro Michail Južnyj. La settimana successiva non può niente contro i tennisti russi, che battendo a Mosca la Thailandia 5-0 le negano per la terza volta consecutiva l'accesso al Gruppo mondiale. A inizio ottobre perde in semifinale contro Federer nel torneo ATP di Bangkok, a cui fanno seguito i quarti raggiunti a Tokyo e il terzo turno al Madrid Masters. Nella classifica mondiale perde posizioni a partire da marzo e chiude il 2004 al 27º posto.

### 2005, una finale ATP
Al torneo che inaugura il 2005 a Chennai si ripete il risultato dell'anno precedente, con Srichaphan sconfitto in finale da Moyà al tiebrak del terzo set. Eliminato al secondo turno dell'Australian Open, in febbraio arriva ai quarti di finale a Rotterdam dopo aver battuto al secondo turno il nº 5 ATP Guillermo Coria. Nella prima fase di Coppa Davis vince un solo singolare contro i pakistani, che superano 3-2 la Thailandia. Altro risultato discreto di inizio stagione è il terzo turno all'Indian Wells Masters, per il resto arrivano diverse sconfitte in particolare nella trasferta europea su terra rossa, nella quale vince solo due incontri in sette tornei. Sull'erba arriva nei quarti a Nottingham, mentre a Wimbledon esce di nuovo al primo turno. In luglio non riesce a evitare la sconfitta con il Giappone nei play-out di Davis.
Tra i risultati importanti nell'estate americana vi sono i quarti di finale raggiunti a Los Angeles e la semifinale di Washington, dove perde rispettivamente da Agassi e da Roddick. Agli US Open sconfigge al secondo turno il nº 6 Nikolaj Davydenko e al terzo cede in cinque set a Davide Sanguinetti dopo 4 ore e 20 minuti di gioco. Con due vittorie in singolare contro gli indonesiani in settembre, evita la retrocessione della Thailandia nel Gruppo 2 Asia Oceania di Davis. Perde in semifinale a Bangkok contro Andy Murray e il 16 ottobre disputa la sua ultima finale in un torneo ATP a Stoccolma, perdendo per 1-6, 6-7 contro James Blake. L'ultimo risultato di rilievo del 2005 sono i quarti di finale raggiunti a Basilea. La classifica peggiora lentamente fino al 57º posto di settembre, ma con i risultati di fine anno risale al 42º.

### 2006, semifinale a Indian Wells
A inizio stagione arriva ai quarti di finale a Chennai e a Sydney, mentre all'Australian Open viene eliminato al primo turno. Vince il primo singolare nella sfida di Davis in cui la Thailandia supera 3-2 l'Uzbekistan. Dopo tre sconfitte al primo turno, torna a grandi livelli in marzo nell'Indian Wells Masters, dove supera tra gli altri il nº 4 ATP David Nalbandian e viene eliminato in semifinale dal nº 1 del mondo Federer. Il risultato gli permette di recuperare 23 posizioni in classifica e salire alla 38ª. In aprile vince un singolare nel secondo turno di Davis a Bangkok contro il Giappone, contribuendo alla qualificazione della Thailandia. Arrivano quindi sette sconfitte al primo turno di tutti i tornei sulla terra rossa a cui partecipa in Europa, mentre nei tornei sull'erba non supera mai il terzo turno. Dopo i quarti raggiunti a Indianapolis, negli altri sei tornei americani non va mai oltre il terzo turno. Arriva in semifinale a Pechino, persa contro Marcos Baghdatis, mentre nei play-off di Davis in settembre a Dusseldorf perde i due singolari nella sfida vinta dalla Germania per 4-1. A fine stagione viene sconfitto nelle semifinali a Bangkok contro Ivan Ljubičić e a Basilea contro Federer, al quale riesce comunque a strappare un set. Per la prima volta dal 2002 chiude la stagione fuori dalla top 50.

### Ultimi anni, infortuni e fine carriera
La sfortunata stagione 2007 ha inizio con l'eliminazione al secondo turno nel torneo di Chennai, dove ottiene la sua ultima vittoria in singolare nel circuito contro Simone Bolelli al primo turno. Si ritira quindi durante il match del primo turno a Sydney e perde subito all'Australian Open. Un infortunio al polso lo tiene due mesi lontano dai campi da gioco, rientra in marzo e perde al primo turno a Indian Wells. Al successivo Masters di Miami si ritira al primo turno nel corso del suo ultimo incontro in singolare della carriera. Nei mesi successivi resta inattivo e si opera al polso in ottobre. Uscito dalle classifiche ATP, ritorna a giocare nel marzo 2008 ma deve aspettare fino al settembre del 2009 per rientrare nell'ATP Tour, quando viene eliminato al primo turno nel torneo di doppio dell'Open di Thailandia 2009. Il 6 giugno 2010 annuncia il suo ritiro dal tennis professionistico, dopo un incidente motociclistico in cui si frattura entrambe le mani e si infortuna gravemente a un ginocchio.

## Dopo il ritiro
Dopo il ritiro è stato scelto dalla Federazione tennistica thailandese come coach della squadra nazionale di Coppa Davis. Ha anche aperto scuole per giovani tennisti: la Srichaphan Tennis Academy nella sua città natale Khon Kaen e la Paradorn International Tennis Academy a Hua Hin. Ha conseguito una laurea in Scienze politiche all'Università Ramkhamhaeng di Bangkok. Ha quindi intrapreso varie altre attività come politico, golfista professionista a livello nazionale, attore, proprietario di un ristorante italiano in Thailandia; ha inoltre aperto un'azienda di integratori alimentari naturali e un'altra di intimo per uomo.

## Stile di gioco
Dotato di un fisico possente e flessibile, Srichaphan basava il suo gioco sulla forza fisica e sulla tenacia. Il servizio e il dritto erano particolarmente potenti, ma anche il rovescio a una mano era incisivo e preciso e gli garantiva diversi punti vincenti. Le sue doti fisiche gli consentivano di provare a ribattere anche palle difficilissime. Giocava preferibilmente da fondo campo ma il suo tennis era aggressivo, spesso alla ricerca di angolazioni estreme. Faceva affidamento in campo sulla sua ottima tenuta fisica, che gli permetteva di affrontare vittoriosamente anche incontri sulla distanza di 5 set. Era noto per la correttezza e la buona educazione, alla fine di ogni match ringraziava il pubblico con il wai, il tradizionale saluto thailandese, unendo le mani vicino al naso e chinando la testa verso ogni lato delle tribune.

## Vita privata
Osservando la tradizione buddhista thailandese, nel 2005 visse per una settimana come monaco in un tempio buddhista. Nel 2007 ha sposato Natalie Glebova, Miss Universo 2005, dalla quale si è separato agli inizi del 2011. Sposatosi poi una seconda volta, ha avuto una figlia. 

## Omaggi
- Nel 2003 il Time gli dedicò una copertina.
- Fu ricevuto dal re di Thailandia, onore di solito riservato a capi di Stato.
- L'Ente del turismo thailandese lo nominò ambasciatore culturale di Thailandia e gli fece avere un passaporto diplomatico rosso.

## Statistiche

### Singolare

#### Vittorie (5)
| Legenda                                                   |
| Grande Slam (0)                                           |
| Tennis Masters Cup / ATP World Tour Finals (0)            |
| Masters Series / ATP World Tour Master 1000 (0)           |
| International Series Gold / ATP World Tour 500 Series (0) |
| International Series / ATP World Tour 250 Series (5)      |

| Nº | Data            | Torneo                             | Superficie  | Avversario della finale | Risultato             |
| -- | --------------- | ---------------------------------- | ----------- | ----------------------- | --------------------- |
| 1. | 25 agosto 2002  | TD Waterhouse Cup, Long Island (1) | Cemento     | Juan Ignacio Chela      | 5-7, 6-2, 6-2         |
| 2. | 27 ottobre 2002 | Stockholm Open, Stoccolma          | Cemento (i) | Marcelo Ríos            | 6(2)-7, 6-0, 6-3, 6-2 |
| 3. | 5 gennaio 2003  | Chennai Open, Chennai              | Cemento     | Karol Kučera            | 6-3, 6-1              |
| 4. | 24 giugno 2003  | TD Waterhouse Cup, Long Island(2)  | Cemento     | James Blake             | 6-2, 6-4              |
| 5. | 19 giugno 2004  | Nottingham Open, Nottingham        | Erba        | Thomas Johansson        | 1-6, 7-6(4), 6-3      |

#### Finali perse (6)
| Legenda                                                   |
| Grande Slam (0)                                           |
| Tennis Masters Cup / ATP World Tour Finals (0)            |
| Masters Series / ATP World Tour Master 1000 (0)           |
| International Series Gold / ATP World Tour 500 Series (2) |
| International Series / ATP World Tour 250 Series (4)      |

| Nº | Data            | Torneo                                | Superficie  | Avversario della finale | Risultato        |
| -- | --------------- | ------------------------------------- | ----------- | ----------------------- | ---------------- |
| 1. | 7 gennaio 2002  | Chennai Open, Chennai (1)             | Cemento     | Guillermo Cañas         | 4-6, 6(2)-7      |
| 2. | 18 agosto 2002  | Legg Mason Tennis Classic, Washington | Cemento     | James Blake             | 6-1, 6(5)-7, 4-6 |
| 3. | 28 luglio 2003  | RCA Championships, Indianapolis       | Cemento     | Andy Roddick            | 6(2)-7, 4-6      |
| 4. | 12 gennaio 2004 | Chennai Open, Chennai (2)             | Cemento     | Carlos Moyá             | 4-6, 6-3, 6(5)-7 |
| 5. | 10 gennaio 2005 | Chennai Open, Chennai (3)             | Cemento     | Carlos Moyá             | 6-3, 4-6, 6(5)-7 |
| 6. | 16 ottobre 2005 | Stockholm Open, Stoccolma             | Cemento (i) | James Blake             | 1-6, 6(6)-7      |

### Risultati in progressione
| Sigla | Risultato                        |
| ----- | -------------------------------- |
| V     | Vincitore                        |
| F     | Finalista                        |
| SF    | Semifinalista                    |
| QF    | Quarti di Finale                 |
| 4T    | Quarto turno                     |
| 3T    | Terzo turno                      |
| 2T    | Secondo turno                    |
| 1T    | Primo turno                      |
| RR    | Round Robin (World Finals)       |
| LQ    | Turno di Qualifica (Grande Slam) |
| A     | Assente                          |

| Legenda superfici    |
| Cemento              |
| Terra rossa          |
| Erba                 |
| Superficie variabile |

| Torneo                     | Torneo                     | 1998 | 1998 | 1999 | 2000 | 2001 | 2002 | 2003 | 2004 | 2005 | 2006 | 2007 | 2008 | 2009 | Titoli | V-S   |
| Grande Slam                |                            |      |      |      |      |      |      |      |      |      |      |      |      |      |        |       |
| Australian Open, Melbourne | Australian Open, Melbourne | A    | A    | A    | 2T   | 1T   | 1T   | 2T   | 4T   | 2T   | 1T   | 1T   | A    | A    | 0 / 8  | 6–8   |
| Roland Garros, Parigi      | Roland Garros, Parigi      | A    | A    | A    | 1T   | A    | 3T   | 1T   | 2T   | 1T   | 1T   | A    | A    | A    | 0 / 6  | 3–6   |
| Wimbledon, Londra          | Wimbledon, Londra          | A    | A    | 2T   | 1T   | 1T   | 3T   | 4T   | 1T   | 1T   | 1T   | A    | A    | A    | 0 / 8  | 6–8   |
| US Open, New York          | US Open, New York          | A    | A    | A    | 1T   | 1T   | 2T   | 4T   | 3T   | 3T   | 2T   | A    | A    | A    | 0 / 7  | 9–7   |
| Titoli                     | Titoli                     | 0    | 0    | 0    | 0    | 0    | 0    | 0    | 0    | 0    | 0    | 0    | 0    | 0    | 0 / 29 | N/A   |
| Vittorie-Sconfitte         | Vittorie-Sconfitte         | 0–0  | 0–0  | 1–1  | 1–4  | 0–3  | 5–4  | 7–4  | 6–4  | 3–4  | 1–4  | 0–1  | 0–0  | 0–0  | -      | 24–29 |